# Neoselenaspidus kenyae
Neoselenaspidus kenyae är en insektsart som beskrevs av Mamet 1958. Neoselenaspidus kenyae ingår i släktet Neoselenaspidus och familjen pansarsköldlöss. Inga underarter finns listade i Catalogue of Life.